# Er ging an meiner Seite (1958)
Er ging an meiner Seite ist ein deutscher Dokumentarfilm mit Rahmenhandlung aus dem Jahre 1958 von Peter Pewas.

## Handlung
Die Abläufe des Zweiten Weltkriegs an den europäischen Frontabschnitten werden aus deutscher Sicht (Kommentar: Ernst Wilhelm Borchert) nach heutigem Kenntnisstand simplifizierend, pathetisch und weitgehend unkritisch (siehe Kritiken) anhand von zusammengestellten Wochenschauaufnahmen dargestellt. Eingerahmt wurden diese Aufnahmen von einer Rahmenhandlung mit Schauspielern, deren Mitwirkung für das Verständnis des Films allerdings unerheblich ist. 

## Produktionsnotizen
Er ging an meiner Seite wurde am 13. Juni 1958 uraufgeführt.

## Kritiken
Der Spiegel schrieb: „Mit der erklärten Absicht, einen Dokumentarbericht über den zweiten Weltkrieg herzustellen, durchstöberte Regisseur Peter Pewas die Archive der internationalen Wochenschauen und klebte die Ausbeute zu einer abendfüllenden Bilderfolge zusammen. Die sanftmütigen Kommentare an der großdeutschen Kriegführung, mit Sportreporter-Pathos vorgetragen, sowie eine Rahmenhandlung auf Klippschul-Niveau umgehen geflissentlich jegliche Stellungnahme.“
Im Lexikon des Internationalen Films hieß es: „In fataler Weise lenkt der kommentierende Text mit seiner nur scheinbar sachlichen Kritik von den verbrecherischen Kriegsmotiven der Nationalsozialisten ab.“